# ۲۳۱۹ آریستید
سیارک ۲۳۱۹ (به انگلیسی: 2319 Aristides، نامگذاری:7631P-L) دو هزار و سیصد و نوزدهمین سیارک کشف شده‌است که در ۱۷ اکتبر ۱۹۶۰ کشف شد.
قدر مطلق سیارک برابر ۱۲٫۲۰ است.